# Trimmatostroma bifarium
Trimmatostroma bifarium är en svampart som beskrevs av Gadgil & M.A. Dick 1983. Trimmatostroma bifarium ingår i släktet Trimmatostroma, ordningen disksvampar, klassen Leotiomycetes, divisionen sporsäcksvampar och riket svampar.   Inga underarter finns listade i Catalogue of Life.